# Creu del Bei
La Creu del Bei, coneguda amb altres topònims semblants (Beia, Alí Bei, Aveia, Avellà, Abellà, etc.) és una creu de terme que està situad al Parc de la Serralada Litoral, als límits entre Cabrera de Mar i Cabrils (Maresme), ja que, probablement, el motiu de la seua existència és com a fita de terme.

## Descripció
Es tracta d'una creu de ferro de dimensions modestes, si la comparem amb la del Montcabrer. Està posada sobre un monòlit granític per accentuar-ne la seva posició elevada. La base és de pedres de l'entorn unides amb ciment per donar l'efecte de turó rocós.

## Història
L'actual creu és de ferro i fou col·locada el 1987 per iniciativa de la Junta del llavors Museu de Ca l'Arrà. La creu la va fer Jaume Tolrà Ferrer i la pedra que fa de suport, la va posar Josep Suari Mogas amb la seva retro. En Rafael Esteban Bravo fou el picapedrer que va fer l'orifici per acoplar-la. El dia 2 de maig de l'any 1987 es va fer l'acte de col·locació i el mossèn Ignasi Coromines la va beneir. El músic Miquel Pujol va interpretar una peça de violoncel escrita per ell especialment per aquest acte. També es va posar un tub de plom amb una sèrie d'objectes a modus de primera pedra; però a l'endemà ja havia desaparegut.
Hi ha diverses llegendes sobre aquesta creu. El llibre Llegendes, tradicions i fets de la Serralada de Marina de Ramon Coll i Josep M. Modolell n'explica un parell. Aquesta n'és una
| « | A-Beia o Alí Bei, senyor del Castell de Burriac, va ordenar a una súbdita de Cabrils que pugés al castell el dia del seu casament per tal d'exercir el dret de cuixa sobre ella. En cas contrari, l'aniria a cercar amb els seus soldats. Assabentat el senyor del castell de Vilassar de Dalt, enemic del de Burriac, s'oferí a ajudar la noia i el poble de Cabrils. Dit i fet, els de Vilassar varen parar una emboscada als de Burriac per quan sortissin a cercar la noia, la qual, lògicament, no es presentaria. En la lluita morí Alí-Bei i alguns dels seus homes, acabant així el domini del dèspota. En record dels fets es plantà una creu en el lloc de la batalla. | » |

## Accés
És ubicada a Cabrils: al poble, pugem pel carrer del Camí d'Argentona fins a la cruïlla amb el carrer de les Alzines. Continuem amunt 160 metres pel mateix carrer fins a trobar a l'esquerra una pista que surt en direcció NE. La prenem fins a la creu, a 460 m i en una confluència de camins. Coordenades: x=448233 y=4598639 z=294.